# Helena Lindblom
Maria Helena Lindblom (förut Johansson) född den 26 december 1965 i Kalmar är en före detta handbollsspelare, vänsterhänt och spelade högersexa i anfall.

## Karriär
Helena Lindblom började spela handboll i Kalmar AIK när hon var 12 år. Snart spelsade hon  i A-laget. Kalmar AIK kvalade till damallsvenskan 1986 men misslyckades att klara kvalet. Helena, som då hette Johansson, hade emellertid på en semesterresa till Rhodos 1985 träffat Claes Lindblom, ishockeyspelare från Skellefteå.1986 flyttade Helena Johansson (hette så då) till Skellefteå och började spela för Skellefte HB. Det var en av klubbarna som slog ut Kalmar i kvalet. I Skellefte HB gjorde Helena Johansson debut i damallsvenskan och fick sedan 1987 debutera i damlandslaget. Debuten skedde i februari 1987 i Linköping mot Danmark. Helena spelade två år för Skellefte HB men sen värvades hon till Irsta HF, och  maken Claes Lindblom började spela för Västerås IK. I Irsta skördade hon sina främsta meriter med  ett klubblag. Säsongen 1990-1991 vann hon elitserien med klubben och sedan också SM-guld samma år. Hon fick också utmärkelsen Årets handbollsspelare i Sverige detta år. Hon fortsatte spela i Irsta till 1995. Hon har senare gjort kortare  inhopp i klubben framför allt år 2000. Hon har även varit tränare i ungdomslag. Hennes främsta tränarmerit är  junior-SM guld med VästeråsIrsta 2015/2016. Dottern Ida Lindblom spelade i det vinnande laget.
Hennes landslagskarriär började 1987 och fortsatte till 1994. 1987-1994 spelade hon 84 landskamper för Sverige enligt den gamla statistiken medan den nya anger 91 med 158 gjorda mål. Hon är Stor Flicka (det krävdes då 50 landskamper). Hennes mästerskapsdebut skedde i VM 1990 i Korea där Sverige slutade på 13:e plats.